# Ekliptyka

Ekliptyka i jej związek z nachyleniem osi obrotu

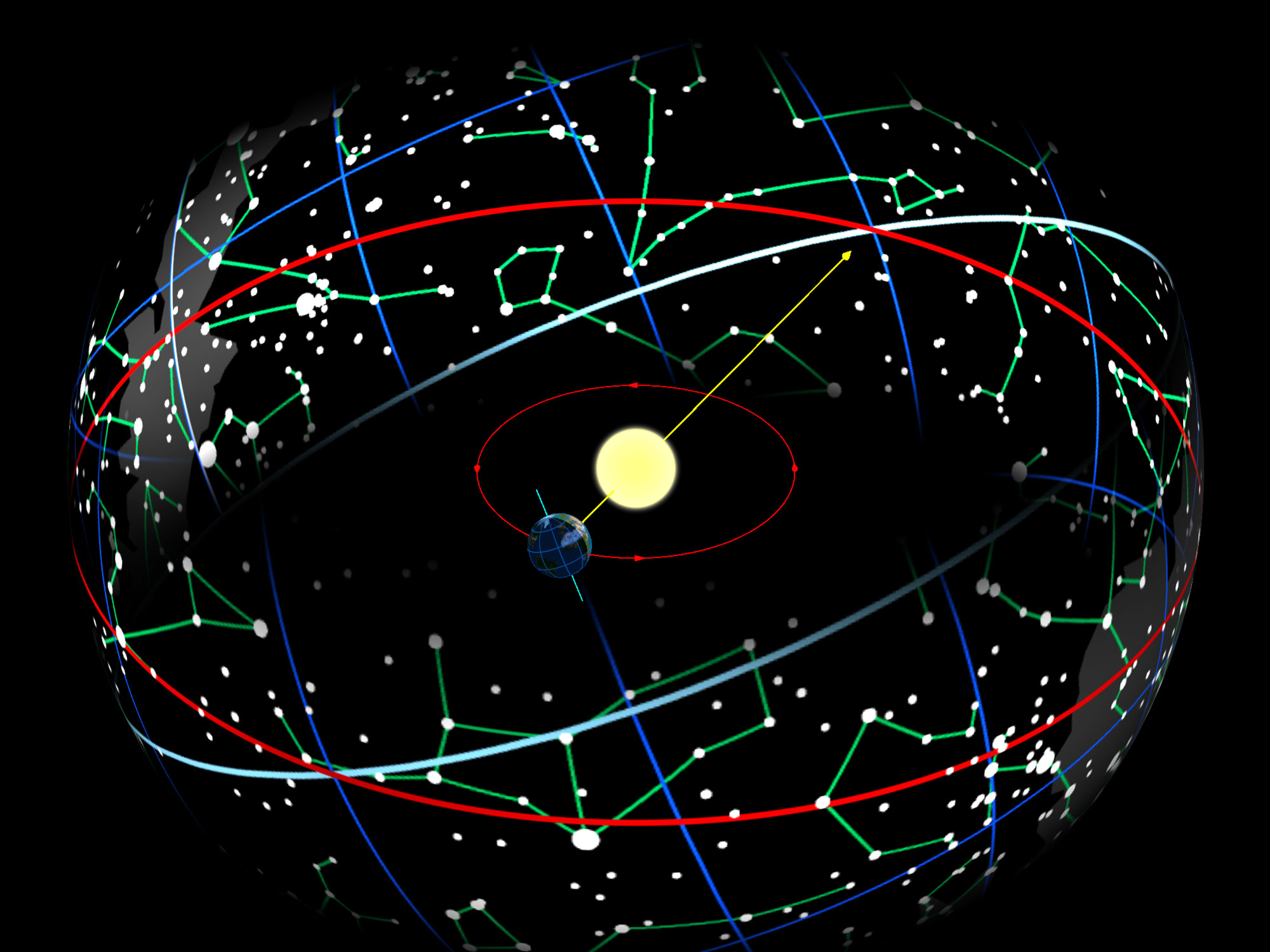
Wrażenie ruchu Słońca wzdłuż ekliptyki po sklepieniu niebieskim

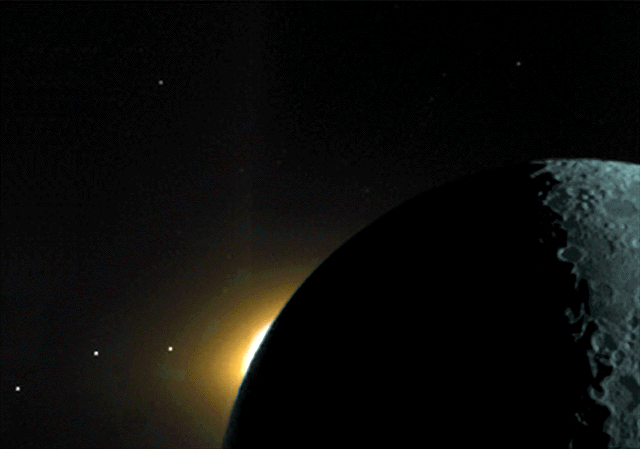
Większe ciała w Układzie Słonecznym poruszają się stosunkowo niedaleko od płaszczyzny ekliptyki. Zdjęcie ukazuje (od prawej): Księżyc, Słońce oraz (trzy kropki po lewej na dole) Saturna, Marsa i Merkurego

Ekliptyka (z gr. έκλειψις 'zaćmienie') – okrąg wielki na sferze niebieskiej, po którym w ciągu roku pozornie porusza się Słońce obserwowane z Ziemi.
Płaszczyzna ekliptyki zawiera w sobie orbitę Ziemi. Orbity wszystkich planet Układu Słonecznego leżą blisko tej płaszczyzny. Wzdłuż ekliptyki usytuowane są konstelacje zodiakalne. Nachylenie płaszczyzny równika niebieskiego względem ekliptyki powoli zmienia się w czasie i aktualnie wynosi 23°26′14″, co jest następstwem nachylenia osi Ziemi. Kąt ten po raz pierwszy wyznaczono w Chinach około 1100 roku p.n.e. Dokonano tego na podstawie obserwacji długości cienia rzucanego przez gnomon. Nachylenie płaszczyzny orbity Księżyca względem ekliptyki wynosi ~5°.
Ponieważ rok trwa około 365,25 dni, a kąt pełny ma 360°, Słońce zdaje się przesuwać o około 1° dziennie wzdłuż linii ekliptyki. Ruch ten odbywa się z zachodu na wschód przeciwstawnie do dobowego ruchu sfery niebieskiej ze wschodu na zachód.
Ekliptyka i równik niebieski przecinają się w dwóch miejscach zwanych punktem Barana i punktem Wagi. Gdy Słońce się w nich pojawia, następuje zrównanie dnia z nocą, to znaczy noc i dzień trwają około 12 godzin w każdym punkcie na Ziemi.
Kiedy Słońce osiąga najdalej oddalony na północ od równika niebieskiego punkt, na półkuli północnej mamy do czynienia z letnim przesileniem, natomiast na półkuli południowej z przesileniem zimowym. Gdy Słońce znajdzie się w punkcie najdalej oddalonym na południe, sytuacja jest odwrotna.
Gdy Księżyc w pełni lub nowiu znajduje się dostatecznie blisko przecięcia jego orbity z ekliptyką (węzła orbity), na części Ziemi można zaobserwować zjawisko zaćmienia. W przypadku pełni będzie to zaćmienie Księżyca, związane z jego przejściem przez półcień lub cień Ziemi, w nowiu będzie to zaćmienie Słońca, związane z rzucaniem cienia lub półcienia Księżyca na Ziemię.